# Mohamed Ofei Sylla
Mohamed Ofei Sylla (Conacri, 15 de agosto de 1974 - 4 de fevereiro de 2019) foi um futebolista profissional guineense que atuava como meia.

## Carreira
Mohamed Ofei Sylla representou o elenco da Seleção Guineense de Futebol no Campeonato Africano das Nações de 1994 e 1998.

## Ligaçães externas
- Mohamed Ofei Sylla em National-Football-Teams.com